# 李敏 (越剧演员)
李敏（1968年—），浙江德清人，中国越剧艺术家，一级演员。

## 生平
1968年生于中国浙江省德清县武康镇。
1982年进入福建省艺术学校学习。1986年毕业于福建省艺术学校表演系，并进入福建省芳华越剧团
1997年拜越剧名家尹桂芳为师，学习越剧尹派艺术。
2000年3月起任福建省芳华越剧团业务副团长。

## 艺术成就
为福建省芳华越剧团主要演员，擅长花旦，艺术上宗王（文娟）派而又有自己的特色。

## 主要作品
- 歌曲《惠安女》
- 越剧《红楼梦》饰演林黛玉
- 越剧《林默娘》饰演林默娘
- 越剧《唐琬》饰演唐琬
- 越剧《盘妻索妻》 饰演 谢云霞
- 越剧《玉蜻蜓》  饰演 王志贞

## 荣誉
- 获得第23届中国戏剧梅花奖（梅花奖是中国戏剧表演艺术最高奖）
- 2006年凭借新编越剧《唐琬》在“越剧百年”全国越剧节大赛上获得剧目金奖及“十佳演员奖”